# Giuseppe Galante
Giuseppe Galante (Domaso, 2 settembre 1937 – Gravedona ed Uniti, 19 dicembre 2021) è stato un canottiere italiano, medaglia d'argento nel quattro senza ai Giochi olimpici di Roma 1960 e nel quattro con a quelli di Tokyo 1964.

## Biografia
L'equipaggio del quattro senza con cui vinse la medaglia olimpica a Roma 1960 era composto anche da Tullio Baraglia, Renato Bosatta, Giancarlo Crosta, quello del quattro con della medaglia di Tokyo 1964 era composto anche da Renato Bosatta, Franco De Pedrina, Emilio Trivini e Giovanni Spinola (timoniere). Lo stesso equipaggio vinse anche il bronzo agli europei dello stesso anno.

## Palmarès
| Anno | Manifestazione     | Sede      | Evento  | Risultato | Note  |
| ---- | ------------------ | --------- | ------- | --------- | ----- |
| 1960 | Giochi olimpici    | Roma      | 4 senza | Argento   |       |
| 1961 | Campionati europei | Praga     | 4 senza | Oro       | [ 2 ] |
| 1964 | Giochi olimpici    | Tokyo     | 4 con   | Argento   |       |
| 1964 | Campionati europei | Amsterdam | 4 con   | Bronzo    | [ 2 ] |